# Іманоль Рохо
Іманоль Рохо (30 листопада 1990 , Толоса, Країна Басків ) — іспанський лижник, учасник Олімпійських ігор 2014 та 2018 років. Спеціаліст з дистанційних перегонів.

## Спортивна кар'єра
У Кубку світу Рохо дебютував 24 листопада 2012 року. Найкращий результат у загальному заліку — 86-те місце в сезоні 2020—2021.
На Олімпійських іграх 2014 року в Сочі взяв участь у чотирьох перегонах: 15 км класичним стилем — 50-те місце, скіатлон — 50-те місце, мас-старт 50 км — 33-тє місце та спринт — 60-те місце.
За свою кар'єру взяв участь у п'яти чемпіонатах світу, найкращий результат — 18-те місце в мас-старті на 50 км на чемпіонаті світу 2021 року.

## Результати за кар'єру
Усі результати наведено за даними Міжнародної федерації лижного спорту.

### Олімпійські ігри
| Рік  | Вік | 15 км індивідуальні пер. | 30 км скіатлон | 50 км мас-старт | Спринт | 4 × 10 км естафета | Командна першість спринт |
| ---- | --- | ------------------------ | -------------- | --------------- | ------ | ------------------ | ------------------------ |
| 2014 | 23  | 50                       | 49             | 33              | 60     | —                  | —                        |
| 2018 | 27  | 62                       | 49             | 35              | —      | —                  | 19                       |

### Чемпіонати світу
| Рік  | Вік | 15 км індивідуальні пер. | 30 км скіатлон | 50 км мас-старт | Спринт | 4 × 10 км естафета | Командна першість спринт |
| ---- | --- | ------------------------ | -------------- | --------------- | ------ | ------------------ | ------------------------ |
| 2013 | 22  | 81                       | 66             | —               | —      | —                  | —                        |
| 2015 | 24  | 64                       | 53             | НФ              | —      | —                  | —                        |
| 2017 | 26  | —                        | 53             | НФ              | 74     | —                  | —                        |
| 2019 | 28  | 48                       | 41             | 40              | —      | —                  | —                        |
| 2021 | 30  | 33                       | 19             | 18              | —      | —                  | —                        |

### Кубки світу

#### Підсумкові місця в Кубку світу за роками
| Сезон | Вік | Місце в дисципліні | Місце в дисципліні | Місце в дисципліні | Місце в Скі Тур | Місце в Скі Тур | Місце в Скі Тур | Місце в Скі Тур   | Місце в Скі Тур |
| Сезон | Вік | Загалом            | Дистанція          | Спринт             | Nordic Opening  | Тур де Скі      | Скі Тур 2020    | Фінал Кубка світу | Скі Тур Канада  |
| ----- | --- | ------------------ | ------------------ | ------------------ | --------------- | --------------- | --------------- | ----------------- | --------------- |
| 2013  | 22  | НК                 | НК                 | НК                 | НФ              | —               | Н/Д             | —                 | Н/Д             |
| 2014  | 23  | НК                 | НК                 | НК                 | —               | —               | Н/Д             | —                 | Н/Д             |
| 2015  | 24  | НК                 | НК                 | НК                 | 91              | НФ              | Н/Д             | Н/Д               | Н/Д             |
| 2016  | 25  | НК                 | НК                 | НК                 | —               | —               | Н/Д             | Н/Д               | —               |
| 2018  | 27  | НК                 | НК                 | НК                 | 76              | —               | Н/Д             | —                 | Н/Д             |
| 2019  | 28  | НК                 | НК                 | НК                 | 75              | —               | Н/Д             | —                 | Н/Д             |
| 2020  | 29  | 107                | 82                 | НК                 | —               | 37              | 46              | Н/Д               | Н/Д             |
| 2021  | 30  | 86                 | 64                 | НК                 | —               | 31              | Н/Д             | Н/Д               | Н/Д             |